# Велимир Века Илић
Велимир „Века“ Илић (Жировница, 12. октобар 1925 — Београд, 17. јун 2007), био је атлетичар, новинар, уредник Спортске редакције Политике.

## Биографија

### Спортска каријера
Велимир Илић је рођен у Жировници 12. октобра 1925. године. Као младић преселио се у Београд где је са осамнаест година почео да се бави атлетиком. Када је 1946. формиран Атлетски клуб Црвена звезда Велимир Илић је постао њен члан. Илић је изабран за првог генералног секретара клуба и за члана извршног одбора и ако је још био такмичар.
Као члан крос екипе донео је Звезди прву титулу првака Југославије. Екипни првак са клубом је био 1953, 1954. и 1955. године. Поред екипних титула Илић је био успешан и у појединачној конкуренцији. Освојио је две златне медаље у првенству Србије на 5.000 метара и више пута је био други.
Учествовао је на Летњи олимпијским играма 1952. године у Хелсинкију у трци на 5.000 метара. На Балканским играма 1953. и 1954. освојио је бронзане медаље, а на Летњим Светским студенстски играма 1953. године у Дортмунду такође је био трећи.
Био је селектор Југославије од 1963. до 1968. Био је председник атлетског савеза од 1992. до 1997. и генерални секретар од 1993. до 1995. године.

### Новинарска каријера
Велимир Илић је почео да се бави новинарством педесетих година двадесетог века када је почео да пише у Политици. Извештавао је са Летњих олимпијских игара 1952. године у Хелсинкију са атлетских такмичења и ако је и сам био учесник. После спортске каријере, запослио се 1960. у спортској рубрици политике и ту радио до 1991. када је отишао у пензију.